# Abuyogocoris
Abuyogocoris is een geslacht van wantsen uit de familie van de Miridae (Blindwantsen). Het geslacht werd voor het eerst wetenschappelijk beschreven door Schuh in 1984.

## Soorten
Het genus bevat de volgende soorten:

- Abuyogocoris abuyog Schuh, 1984
- Abuyogocoris calian Schuh, 1984
- Abuyogocoris liwo Schuh, 1984
- Abuyogocoris tawitawi Schuh, 1984